# Alexandre Marie Léonor de Saint-Mauris de Montbarrey
Alexandre Marie Léonor de Saint-Mauris, conde, depois príncipe de Montbarrey (1732–1796) foi um político francês. Foi Secretário de Estado para a Guerra de Luís XVI de França em 1778, mas desagradou a Maria Antonieta e foi forçado a deixar esse serviço dois anos depois. Durante a Tomada da Bastilha retirou-se para o seu castelo perto de Besançon, emigrando mais tarde, em 1791.